# Swietenia
Swietenia es un género de árboles en la familia de las caobas Meliaceae. 
Se distribuyen por los Neotrópicos, sur de Florida, el Caribe, México,  América Central al sur de Bolivia, Brasil y de Paraguay.

## Descripción
Tiene más de cuarenta especies, geográficamente separadas. Presentan árboles de mediana a gran altura 20-45 m, y diámetros de tronco de 2 m.  Hojas  10-30 cm de longitud, pinnadas, 3-6 pares de folíolos, el terminal ausente; cada folíolo 5-15 cm de longitud.; hojas caducifolias a semiperennifolias, caen mientras aparece el nuevo follaje.  Flores producidas en inflorescencias sueltas, cada pequeña flor tiene 5 pétalos blancos a verde amarillentos.  Fruto cápsula parecido a una pera con 8-20 cm de largo, con numerosas semillas aladas de 5-9 cm de longitud.

## Algunas especies
- Swietenia humilis Zucc. - Caoba del Pacífico. Costas del Pacífico de Centroamérica y México.
- Swietenia macrophylla King- Caoba de Honduras de hoja grande. Costas atlánticas de Centroamérica, Sudamérica, a sur de Bolivia.
- Swietenia mahagoni Jacq.- Caoba de Indias Occidentales o de Cuba. Crece en el Sur de Florida, Cuba, Jamaica e Hispaniola.
- Swietenia multijuga Schiede
- Swietenia rubra Wight ex Wall.
- Swietenia trilocularis Roxb. ex Buch.-Ham.

Entre humilis, macrophylla, y mahagoni  hay confusiones, están mal definidas biológicamente, en parte debido a la hibridación libre por crecer próximas.

## Usos

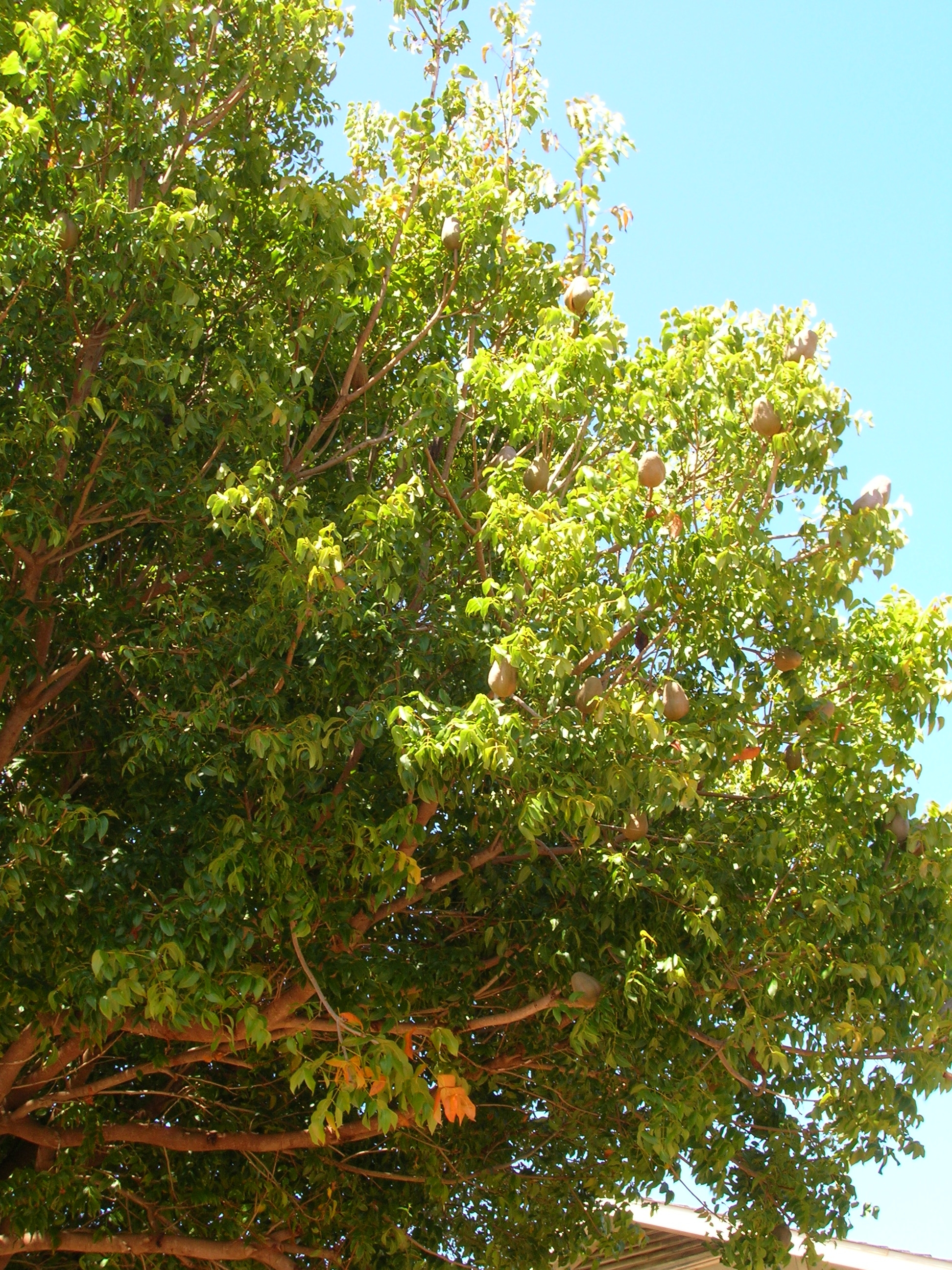

El género es famoso como suministrador de caoba, primero desde Swietenia mahagoni, especie caribeña, que fue sobre-explotada y se terminó hacia los años cincuenta. Luego la mayoría de la caoba viene de Swietenia macrophylla.
Una madera comparable se produce con el género vinculado, africano Khaya A.Juss. 1830. Se mercadea como caoba africana, y es la única otra madera ampliamente aceptada como caoba.
Swietenia mahagoni es muy cultivada como árbol ornamental en su área nativa, y en el sur de Florida, y similarmente S. macrophylla en Hawái y en otros países.
Los frutos de Swietenia macrophylla se llaman "fruta del cielo", debido a que se encuentran muy alto en las ramas.
Swietenia macrophylla King contiene, principalmente, limonoides y derivados. Esta planta se ha utilizado ampliamente en la medicina popular. Los datos recogidos en la literatura indican que posee efecto antiinflamatorio, antimicrobiano, antioxidante, antidiabético, antimutagénico y anticancerígeno. Se le han atribuido otras propiedades farmacológicas, tales como actividad antiinfecciosa, antiviral, antimalárica, acaricida, antinociceptiva, hipolipemiante, antidiarreica, inhibidora del apetito y fitorremediación de metales pesados.

### CITES
Todas las especies están listadas por CITES. La madera que pasa por una frontera necesita tener permisos de exportación. Las organizaciones internacionales de protección del medio ambiente como Greenpeace, Amigos de la Tierra, y Rainforest Action Network han clasificado estas especies como "tráfico ilegal de madera", especialmente de Brasil.